# Drauț
Drauț – wieś w Rumunii, w okręgu Arad, w gminie Târnova. W 2011 roku liczyła 817 mieszkańców. 